# Lars Stindl
Lars Edi Stindl (Espira, 26 de agosto de 1988) es un exfutbolista alemán que jugaba en la posición de delantero.

## Trayectoria

### Clubes
Comenzó su carrera en las categorías inferiores del TSV Wiesental, aunque en el año 2000 se unió al equipo filial del Karlsruher S. C. de la segunda división de Alemania. Realizó su debut con el primer equipo el 15 de marzo de 2008, en una derrota por 1:0 frente al Eintracht Frankfurt. El 29 de noviembre, durante un partido contra el Hannover 96, marcó su primer gol con el equipo. En febrero de 2010, anunció su intención de abandonar el club. Finalmente, el 16 de marzo acabó fichando por el Hannover 96. El 25 de marzo de 2015, fue transferido al Borussia Mönchengladbach hasta el 30 de junio de 2020.
El 8 de agosto, anotó dos goles en su debut con el Mönchengladbach, en una victoria por 4:1 frente al St. Pauli por la primera ronda de la Copa de Alemania. Un año más tarde, se convirtió en el capitán del equipo, tras el retiro de Martin Stranzl y la salida de Granit Xhaka. Su primer partido en la temporada 2018-19 lo jugó el 6 de octubre, fue en la goleada por 3:0 al Bayern de Múnich en la que anotó el segundo tanto.
En 2023 regresó al Karlsruher S. C., donde compitió los últimos meses de su carrera que finalizó al término de la temporada 2023-24.

### Selección nacional
El 6 de junio de 2017, Stindl realizó su debut con la selección alemana en un partido amistoso contra Dinamarca, en el que asistió a Joshua Kimmich en el minuto 86 para que marcara el 1:1 final. En mayo de 2017, el entrenador Joachim Löw lo seleccionó entre los futbolistas que jugarían la Copa Confederaciones, donde el equipo alemán integró el grupo B junto con Australia, Camerún y Chile. En el primer encuentro, una victoria por 3:2 frente a los australianos, anotó el primer gol de su equipo. También marcó en el siguiente encuentro, un empate 1:1 ante los chilenos. Le anotó nuevamente a Chile en la final, que los alemanes ganaron. Con tres tantos, Stindl finalizó como uno de los máximos anotadores del torneo. El 14 de noviembre, en un amistoso contra el seleccionado francés, marcó el gol del empate en el minuto 92. En abril de 2018, tras una lesión en el tobillo provocada en un partido entre el Borussia Mönchengladbach y el Schalke 04, se confirmó que se perdería la Copa Mundial de Fútbol realizada en Rusia.

#### Participaciones en Copa Confederaciones
| Torneo                    | Sede  | Resultado | Partidos | Goles |
| ------------------------- | ----- | --------- | -------- | ----- |
| Copa Confederaciones 2017 | Rusia | Campeón   | 4        | 3     |

## Estadísticas

### Clubes
Actualizado al último partido disputado el 27 de mayo de 2023.
| Karlsruher S. C. II · Alemania                                                                                      |               |     |     |    |    |    |    |    |    |     |     |     |     |
| 2006-07 | 12            | 2   | 0   | 0  | 0  | 0  | 0  | 0  | 0  | 12  | 2   | 0   |     |
| 2007-08 | 26            | 4   | 1   | 0  | 0  | 0  | 0  | 0  | 0  | 26  | 4   | 1   |     |
| 2008-09 | 10            | 5   | 4   | 0  | 0  | 0  | 0  | 0  | 0  | 10  | 5   | 4   |     |
| 2009-10 | 1             | 0   | 0   | 0  | 0  | 0  | 0  | 0  | 0  | 1   | 0   | 0   |     |
| Total | 49            | 11  | 5   | 0  | 0  | 0  | 0  | 0  | 0  | 49  | 11  | 5   |     |
| Karlsruher S. C. · Alemania                                                                                         |               |     |     |    |    |    |    |    |    |     |     |     |     |
| 2007-08 | 2             | 0   | 0   | 0  | 0  | 0  | 0  | 0  | 0  | 2   | 0   | 0   |     |
| 2008-09 | 21            | 4   | 3   | 1  | 0  | 0  | 0  | 0  | 0  | 22  | 4   | 3   |     |
| 2009-10 | 33            | 9   | 6   | 2  | 0  | 0  | 0  | 0  | 0  | 35  | 9   | 6   |     |
| Total | 56            | 13  | 9   | 3  | 0  | 0  | 0  | 0  | 0  | 59  | 13  | 9   |     |
| Hannover 96 · Alemania                                                                                              |               |     |     |    |    |    |    |    |    |     |     |     |     |
| 2010-11 | 33            | 2   | 5   | 1  | 0  | 0  | 0  | 0  | 0  | 34  | 2   | 5   |     |
| 2011-12 | 28            | 2   | 4   | 2  | 2  | 0  | 13 | 2  | 3  | 43  | 6   | 7   |     |
| 2012-13 | 18            | 2   | 6   | 2  | 0  | 0  | 9  | 2  | 3  | 29  | 4   | 9   |     |
| 2013-14 | 31            | 3   | 2   | 2  | 0  | 1  | 0  | 0  | 0  | 33  | 3   | 3   |     |
| 2014-15 | 21            | 10  | 4   | 1  | 1  | 0  | 0  | 0  | 0  | 22  | 11  | 4   |     |
| Total | 131           | 19  | 21  | 8  | 3  | 1  | 22 | 4  | 6  | 161 | 26  | 28  |     |
| Borussia Mönchengladbach · Alemania                                                                                 |               |     |     |    |    |    |    |    |    |     |     |     |     |
| 2015-16 | 30            | 7   | 11  | 3  | 4  | 2  | 6  | 3  | 2  | 39  | 14  | 15  |     |
| 2016-17 | 30            | 11  | 7   | 4  | 2  | 0  | 10 | 5  | 5  | 44  | 18  | 12  |     |
| 2017-18 | 31            | 6   | 4   | 3  | 0  | 1  | 0  | 0  | 0  | 34  | 6   | 5   |     |
| 2018-19 | 21            | 3   | 3   | 1  | 0  | 0  | 0  | 0  | 0  | 22  | 3   | 3   |     |
| 2019-20 | 25            | 9   | 3   | 1  | 0  | 0  | 4  | 2  | 0  | 30  | 11  | 3   |     |
| 2020-21 | 30            | 14  | 8   | 4  | 1  | 2  | 8  | 2  | 0  | 42  | 17  | 10  |     |
| 2021-22 | 26            | 4   | 5   | 3  | 1  | 0  | 0  | 0  | 0  | 29  | 5   | 5   |     |
| 2022-23 | 29            | 8   | 7   | 2  | 1  | 3  | 0  | 0  | 0  | 31  | 9   | 10  |     |
| Total | 222           | 62  | 48  | 21 | 9  | 8  | 28 | 12 | 7  | 271 | 83  | 63  |     |
| Total carrera | Total carrera | 458 | 105 | 83 | 31 | 12 | 6  | 50 | 16 | 13  | 539 | 133 | 102 |
| (1) Incluye datos de Copa de Alemania. (2) Incluye datos de Liga Europea de la UEFA y Liga de Campeones de la UEFA. |               |     |     |    |    |    |    |    |    |     |     |     |     |

### Selección nacional
La siguiente tabla detalla los encuentros disputados y los goles marcados por Stindl con la selección alemana.
| Sub-20 · Alemania                                                                                       | 2007  | 1 | 0 | 0 | - | - | - | - | - | - | 1  | 0 | 0 |
| Sub-20 · Alemania                                                                                       | 2008  | 2 | 0 | 0 | - | - | - | - | - | - | 2  | 0 | 0 |
| Sub-20 · Alemania                                                                                       | Total | 3 | 0 | 0 | 0 | 0 | 0 | 0 | 0 | 0 | 3  | 0 | 0 |
| Sub-21 · Alemania                                                                                       | 2009  | 1 | 0 | 0 | - | - | - | - | - | - | 1  | 0 | 0 |
| Sub-21 · Alemania                                                                                       | Total | 1 | 0 | 0 | 0 | 0 | 0 | 0 | 0 | 0 | 1  | 0 | 0 |
| Absoluta · Alemania                                                                                     | 2017  | 2 | 1 | 1 | 4 | 0 | 0 | 4 | 3 | 0 | 10 | 4 | 1 |
| Absoluta · Alemania                                                                                     | 2018  | 1 | 0 | 0 | - | - | - | - | - | - | 1  | 0 | 0 |
| Absoluta · Alemania                                                                                     | Total | 3 | 1 | 1 | 4 | 0 | 0 | 4 | 3 | 0 | 11 | 4 | 1 |
| Total                                                                                                   | Total | 7 | 1 | 1 | 4 | 0 | 0 | 4 | 3 | 0 | 15 | 4 | 1 |
| (1) Incluye datos de clasificación europea y mundialista. (2) Incluye datos de la Copa Confederaciones. |       |   |   |   |   |   |   |   |   |   |    |   |   |

### Resumen estadístico
| Competición           | Partidos | Goles | Asistencias | Promedio |
| --------------------- | -------- | ----- | ----------- | -------- |
| Liga                  | 354      | 70    | 61          | 0,19     |
| Copas nacionales      | 23       | 9     | 4           | 0,39     |
| Copas internacionales | 41       | 14    | 13          | 0,34     |
| Selección de Alemania | 11       | 4     | 1           | 0,36     |
| Selecciones juveniles | 4        | 0     | 0           | 0,00     |
| Total                 | 433      | 97    | 79          | 0,22     |

## Palmarés

### Campeonatos internacionales
| Título               | Equipo (*)            | País  | Año  |
| -------------------- | --------------------- | ----- | ---- |
| Copa Confederaciones | Selección de Alemania | Rusia | 2017 |

(*) Incluyendo la selección.

### Distinciones individuales
| Distinción                                                  | Año     |
| ----------------------------------------------------------- | ------- |
| Mejor jugador del Borussia Mönchengladbach en la temporada. | 2016-17 |
| Bota de Plata de la Copa Confederaciones.                   | 2017    |
| Jugador del mes de abril del Borussia Mönchengladbach.      | 2018    |